# Teresa Załuska
Teresa Załuska z Rostworowskich herbu Nałęcz (ur. 1676, zm. 23 kwietnia 1759 w Warszawie) – polska szlachcianka, starościna rawska, oratorka i pisarka z pierwszej połowy XVIII wieku.

## Życiorys
Córka Jacka Łukasza Rostworowskiego, chorążego liwskiego, z sejmu w 1680 roku komisarza do ubezpieczenia Elbląga, oraz Zofii Stadnickiej herbu Szreniawa, córki Wiktoryna i Teresy. Jej pierwszym mężem był Stanisław Godlewski, kasztelan podlaski; drugie małżeństwo, z Józefem Załuskim, starostą rawskim, który zmarł 28 sierpnia 1742 roku w swoich dobrach w Gostomiu w województwie rawskim, rozpadło się.
W 1732 roku wygłosiła przed trybunałem piotrkowskim, w sprawie przeciwko gwałtownikowi i wichrzycielowi Antoniemu Wodzińskiemu, podstolemu liwskiemu, późniejszemu stolnikowi, słynną mowę wydrukowaną w 1745 roku w Swadzie Jana Ostrowskiego-Daneykowicza jako okaz uczoności i krasomówstwa sądowego. Zaginął rękopis jej łacińskiej rozprawy De virtutibus et vitiis de mulierum Polonarum ("O przymiotach i wadach kobiety polskiej"), nie zachowały się również rękopisy jej przekładów z języka francuskiego i włoskiego. Była stronniczką polityczną króla Stanisława Leszczyńskiego; w 1735 roku, w trakcie wojny o sukcesję polską, zajmowała się żywo przebiegiem walki Leszczyńskiego z Augustem III Sasem. Słynęła ze znakomitej znajomości prawa; w latach 1732–1740 samodzielnie prowadziła proces sądowy, by odzyskać utracony majątek. Sprawa ta zakończona została ugodą w 1741, gdy obie strony zgodziły się na sąd polubowny któremu przewodził podkomorzy ciechanowski Adam Krasiński.
Mowa Teresy Załuskiej przed trybunałem piotrkowskim znalazła się w wielu rękopiśmiennych sylwach z XVIII wieku. Załuska była jedną z najgłośniejszych Polek swojej epoki; szwajcarski podróżnik, matematyk i astronom Johann III Bernoulli (1744–1807), wnuk matematyka Johanna Bernoulliego, w swoim opisie podróży po Polsce z 1778 roku scharakteryzował ją następująco: Jest to pewnie najosobliwsza ze wszystkich dotąd wymienionych autorek, bo się przed wszystkiemi innymi kobietami, nawet innych krajów, odznacza tem, że była oratorką.
W późniejszym okresie Teresa Załuska uległa prawie całkowitemu zapomnieniu i została ponownie odkryta przez XIX-wiecznych badaczy epoki staropolskiej, w tym Juliana Bartoszewicza, Władysława Smoleńskiego i Aleksandra Kraushara, który zwracał uwagę, że statut króla Kazimierza Wielkiego z 1348 roku, zabraniający "damom i matronom różnym" występowania przed trybunałami, reasumowano zaledwie sześć lat przed wystąpieniem Teresy Załuskiej przed trybunałem piotrkowskim; uczynił to sejm grodzieński w 1726 roku.

## Mowa przed trybunałem piotrkowskim
W mowie przed trybunałem piotrkowskim Teresa Załuska wskazywała m.in. na naruszenie przez Antoniego Wodzińskiego wolności szlacheckich:

...Pana Biedzickiego z rozkazu Jmści crudaliter zbito i poraniono, jest na to dokument. JmPana Madalińskiego, ludzie z rozkazu Jmści naiechali, y z izby pod pretextem przyjaźni wywabiwszy, zdradziecko z tyłu uchwycono, o ziemię uderzono, kijmi zbito, kości pogruchotano, świadczą dokumenta. Także podobny Pacyent JmP. Pruchnicki co ucierpiał, iak w nocy śpiącego naiechano, bito, katowano, w kaydanach, łańcuchach po Grodach, Trybunałach wodzono, świadczą Dekreta Trybunalskie latis Inqisitionibus ferowane. Tanaem przyszła też y do mnie fatalna koley: nasławszy Jgmć na inwazją Lasów moich kupę swawolnego chłopstwa z różnym orężem y cepami, gdy móy Administrator Pan Adam Zaręba Szlachcic dobrze osiadły sam ieden niespodziewaiąc się też lasy obieżdżał, incidit in latrones, tam tyrańsko poraniony, zbity z wielkim kosztem y staraniem dobrych Cyrulików od śmierci się wrócił. [...] A dla Boga! gdyby to Król czynił, czyliby z Woiewództw y Ziem nie wychodziły Poselstwa, Instrukcje remonstrujące Panu tak nienależyte wolnemu narodowi Panowanie? Czyliby się przecie nie domawiano o zgwałcenie Praw, wolności y Przywileiów Stanu Szlacheckiego? a przecie to JMMPanu uchodzi bez kary, y śmiele rzekę: że przyzwyczaiony tak traktować równych sobie, y dokazywać nad Szlachtą, czegoby nie mówię dobry Pan nad Poddaństwem swoim, ale, choćby też y Tyran, byle się nie wyzuł ze wszelkiey ludzkości, nad naylichszym nie dokazywałby niewolnikiem...